# Harald Stenvaag
Harald Stenvaag, né le 5 mars 1953 à Ålesund, est un tireur sportif norvégien. 

## Carrière
Harald Stenvaag participe aux Jeux olympiques de 1992 à Barcelone où il remporte la médaille d'argent dans l'épreuve de la carabine couché 50 mètres. Lors des Jeux olympiques de 2000 à Sydney, il remporte la médaille de bronze dans l'épreuve de carabine 3x40 50 mètres.